# Acebo (Molinaseca)
Acebo es una localidad española que forma parte del municipio de Molinaseca, en la provincia de León, comunidad autónoma de Castilla y León.

## Geografía

### Ubicación
| Noroeste: Riego de Ambrós     | Norte: Riego de Ambrós | Noreste: Folgoso del Monte     |
| Oeste: Espinoso de Compludo   | Rosa de los vientos    | Este: Las Tejedas              |
| Suroeste Espinoso de Compludo | Sur: Compludo          | Sureste: Carracedo de Compludo |

## Demografía
Evolución de la población
| Gráfica de evolución demográfica de Acebo entre 2000 y 2017        |
|                                                                    |
| Población de derecho (2000-2017) según el padrón municipal del INE |